# The Crimson Wing: Mystery of the Flamingos
The Crimson Wing: Mystery of the Flamingos é um documentário franco-britânico-estadunidense produzido pela Disneynature, dirigido por Matthew Aeberhard e Leander Ward e lançado em 2008.

## Sinopse
Numa remota e esquecida imensidão - o lago Natron, na Tanzânia - existe um dos maiores mistérios da natureza: o nascimento, a vida e a morte de milhões de flamingos de asas vermelhas. Tendo como pano de fundo uma das mais belas e dramáticas paisagens do planeta, essas aves lutam pela sobrevivência diante de todos os perigos e o próprio destino.